# Seznam hokejistů draftovaných týmem Atlanta Thrashers

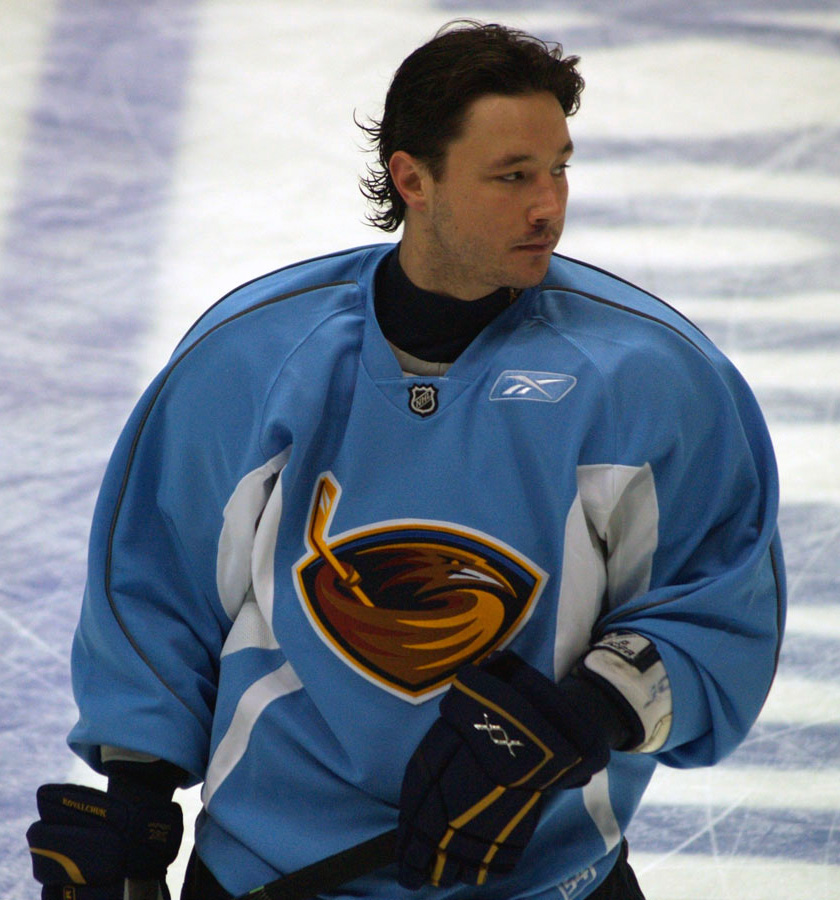
Ilja Kovalčuk který byl draftován z 1. místa v roce 2001.

Toto je kompletní seznam hokejistů, kteří byli draftováni v NHL do týmu Atlanta Thrashers. To zahrnuje každého hráče, který byl draftován, bez ohledu na to, zda hrál za tým.

## Draft 1. kola

### Historie prvního kola
| † | Hráč který byl vybrán do hokejové síně slávy | Hráč který byl vybrán do hokejové síně slávy | Hráč který byl vybrán do hokejové síně slávy |
| * | Draftován z 1. místa                         | Draftován z 1. místa                         | Draftován z 1. místa                         |
| ≠ | Hráč který neodehrál žádný zápas v NHL       | Hráč který neodehrál žádný zápas v NHL       | Hráč který neodehrál žádný zápas v NHL       |

| Rok  | Místo | Hráč                | Pozice       | Stát      | Předchozí tým (liga)             |
| ---- | ----- | ------------------- | ------------ | --------- | -------------------------------- |
| 1999 | 1*    | Patrik Štefan       | Centr        | Česko     | Long Beach Ice Dogs (IHL)        |
| 2000 | 2     | Dany Heatley        | Levé křídlo  | Kanada    | University of Wisconsin (WCHA)   |
| 2001 | 1*    | Ilja Kovalčuk       | Levé křídlo  | Rusko     | HC Spartak Moskva (RSL)          |
| 2002 | 2     | Kari Lehtonen       | Brankář      | Finsko    | Jokerit Helsinky (SM-liiga)      |
| 2002 | 30    | Jim Slater          | Centr        | USA       | Michigan State University (CCHA) |
| 2003 | 8     | Braydon Coburn      | Obránce      | Kanada    | Portland Winter Hawks (WHL)      |
| 2004 | 10    | Boris Valábik       | Obránce      | Slovensko | Kitchener Rangers (OHL)          |
| 2005 | 16    | Alex Bourret≠       | Pravé křídlo | Kanada    | Lewiston Maineiacs (QMJHL)       |
| 2006 | 12    | Bryan Little        | Centr        | Kanada    | Barrie Colts (OHL)               |
| 2007 | Nikdo | Nikdo               | Nikdo        | Nikdo     | Nikdo                            |
| 2008 | 3     | Zach Bogosian       | obránce      | USA       | Peterborough Petes (OHL)         |
| 2008 | 29    | Daultan Leveille≠   | Centr        | Kanada    | St. Catharines Falcons (GHJHL)   |
| 2009 | 4     | Evander Kane        | Centr        | Kanada    | Vancouver Giants (WHL)           |
| 2010 | 8     | Alexandr Burmistrov | Centr        | Rusko     | Barrie Colts (OHL)               |

### Celkový výběr

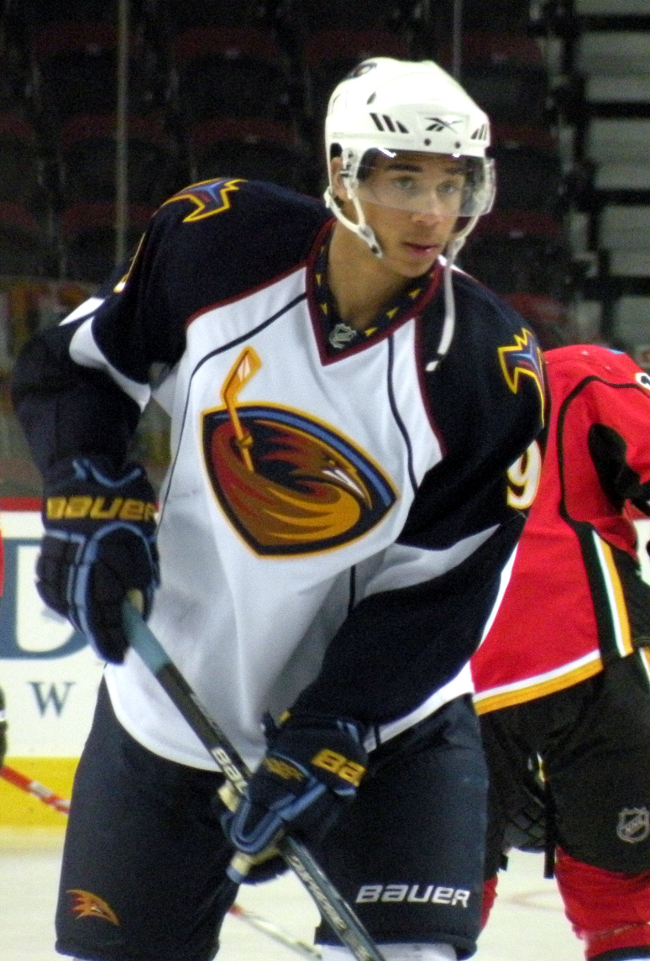
Evander Kane který byl draftován ze 4. místa v roce 2009.

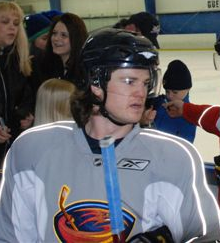
Garnet Exelby který byl draftován z 80. místa v roce 1999.

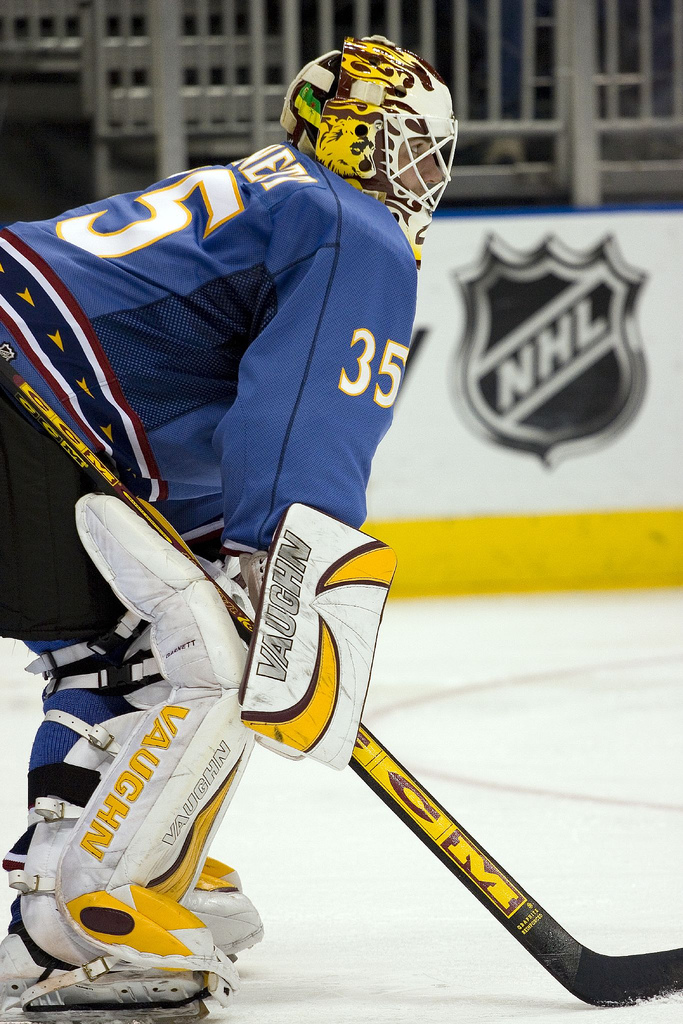
Michael Garnett který byl draftován ze 80. místa v roce 2001.

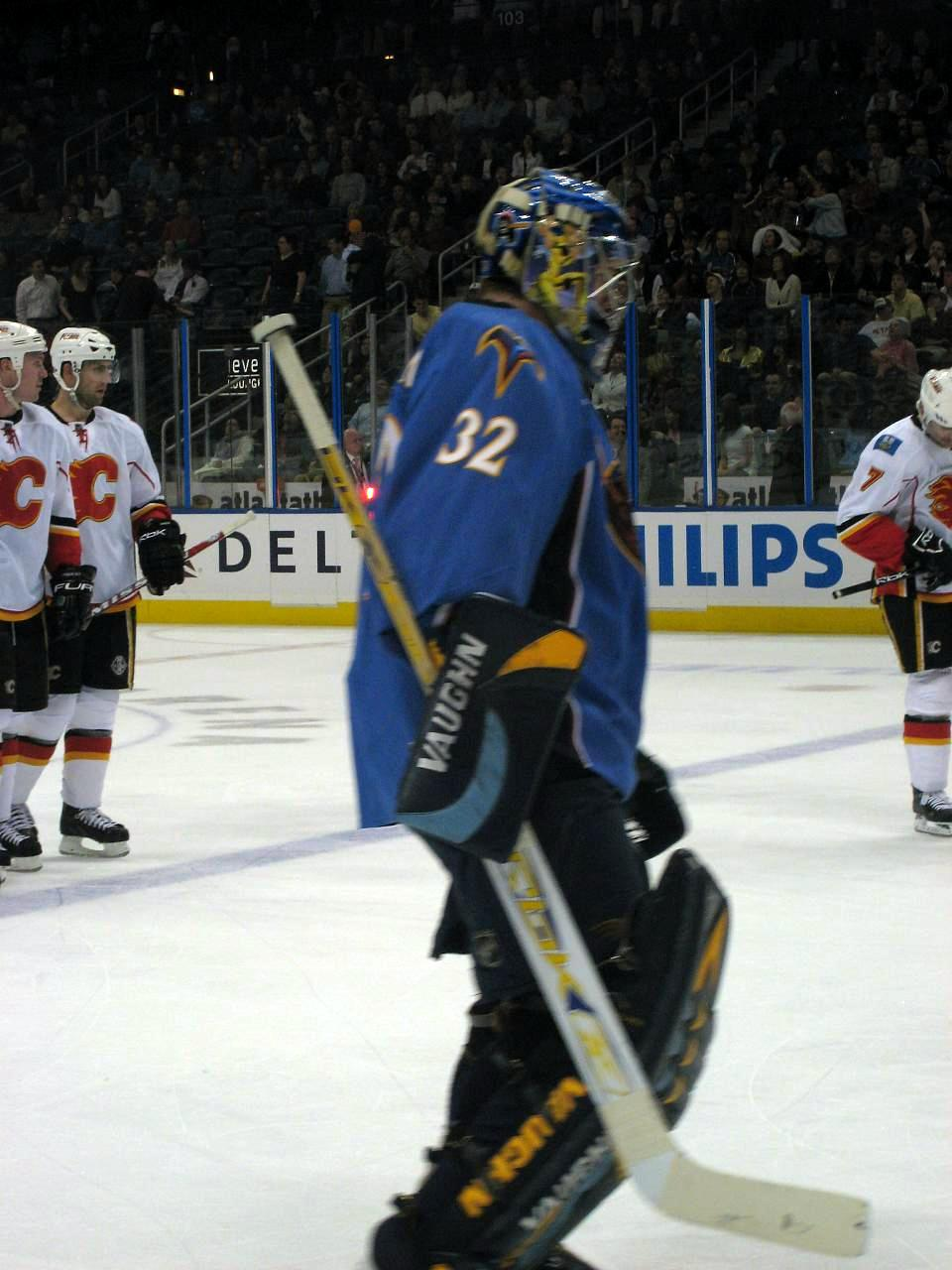
Kari Lehtonen který byl draftován z 2. místa v roce 2002.

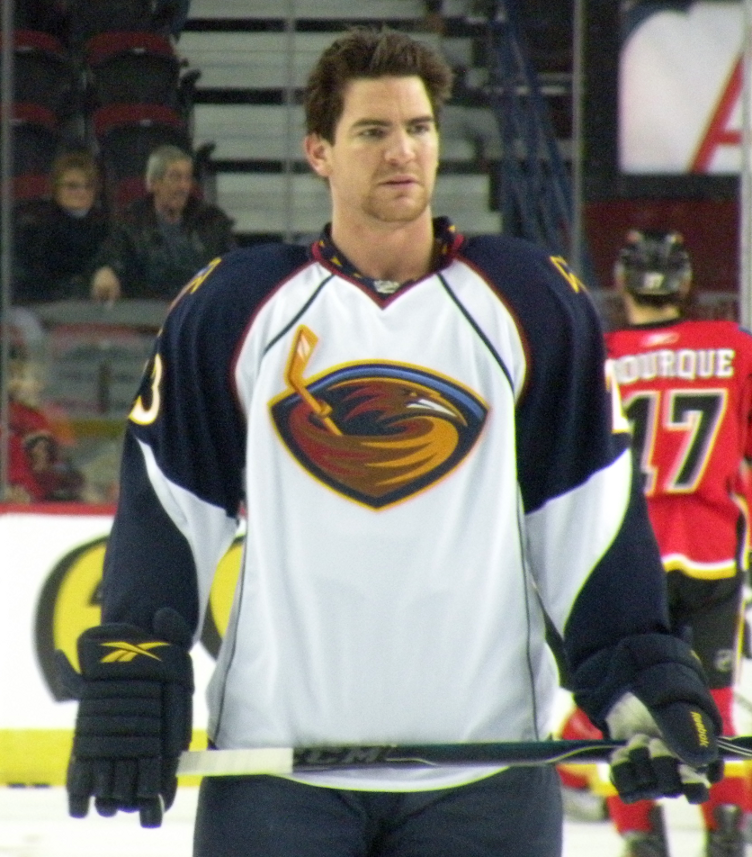
Jim Slater který byl draftován ze 30. místa v roce 2002.

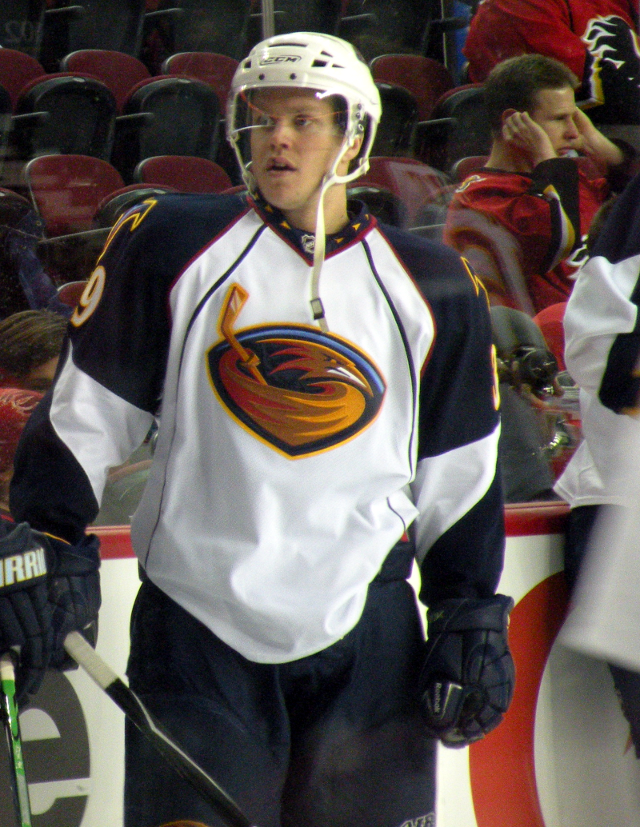
Tobias Enstrom který byl draftován z 239. místa v roce 2003.

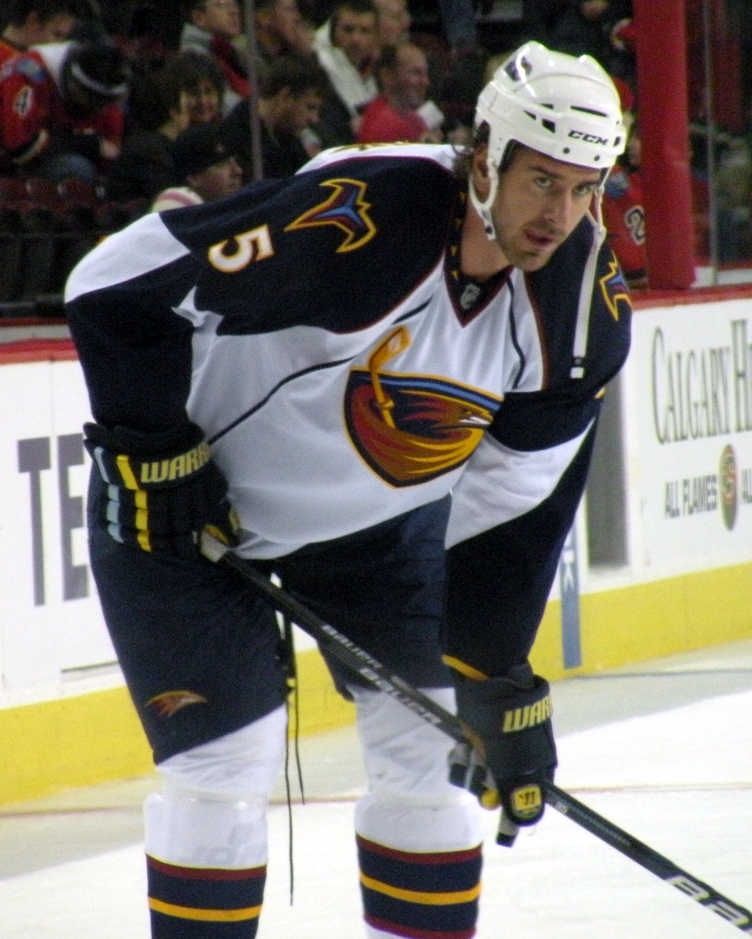
Boris Valábik který byl draftován z 10. místa v roce 2004.

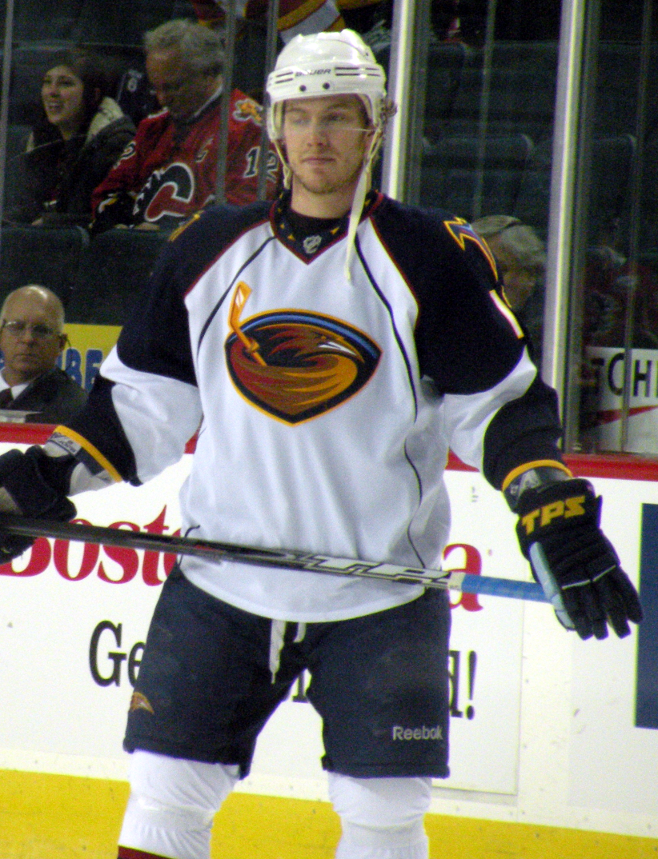
Bryan Little který byl draftován z 12. místa v roce 2006.

|  | Hráči kteří hráli nejméně jeden zápas v NHL |
|  | Hráči kteří si zahráli v NHL All-Star Game  |

| Rok  | Kolo | Místo | Hráč                       | Pozice       |
| ---- | ---- | ----- | -------------------------- | ------------ |
| 1999 | 1    | 1     | Patrik Štefan              | Centr        |
| 1999 | 2    | 30    | Luke Sellars               | Obránce      |
| 1999 | 3    | 68    | Zdeněk Blatný              | Levé křídlo  |
| 1999 | 4    | 98    | David Kaczowka             | Levé křídlo  |
| 1999 | 4    | 99    | Rob Zepp                   | Brankář      |
| 1999 | 5    | 128   | Derek MacKenzie            | Centr        |
| 1999 | 6    | 159   | Jurij Dobriškin            | Levé křídlo  |
| 1999 | 7    | 188   | Stephen Baby               | Pravé křídlo |
| 1999 | 8    | 217   | Garnet Exelby              | Obránce      |
| 1999 | 9    | 245   | Tommi Santala              | Centr        |
| 1999 | 9    | 246   | Ray DiLauro                | Obránce      |
| 2000 | 1    | 2     | Dany Heatley               | Levé křídlo  |
| 2000 | 2    | 31    | Ilja Nikulin               | Obránce      |
| 2000 | 2    | 42    | Libor Ustrnul              | Obránce      |
| 2000 | 4    | 107   | Carl Mallette              | Centr        |
| 2000 | 4    | 108   | Blake Robson               | Levé křídlo  |
| 2000 | 5    | 147   | Matthew McRae              | Centr        |
| 2000 | 6    | 168   | Zdeněk Šmíd                | Brankář      |
| 2000 | 6    | 178   | Jeff Dwyer                 | Obránce      |
| 2000 | 6    | 180   | Darcy Hordichuk            | LW           |
| 2000 | 8    | 230   | Samu Isosalo               | Centr        |
| 2000 | 8    | 242   | Evan Nielsen               | Obránce      |
| 2000 | 8    | 244   | Eric Bowen                 | Levé křídlo  |
| 2000 | 9    | 288   | Mark McRae                 | Obránce      |
| 2000 | 9    | 290   | Simon Gamache              | Levé křídlo  |
| 2001 | 1    | 1     | Ilja Kovalčuk              | Levé křídlo  |
| 2001 | 3    | 80    | Michael Garnett            | Brankář      |
| 2001 | 4    | 100   | Brian Sipotz               | Obránce      |
| 2001 | 4    | 112   | Milan Gajic                | Centr        |
| 2001 | 5    | 135   | Colin Stuart               | Levé křídlo  |
| 2001 | 6    | 189   | Pasi Nurminen              | Brankář      |
| 2001 | 7    | 199   | Matt Suderman              | Obránce      |
| 2001 | 7    | 201   | Colin FitzRandolph         | Levé křídlo  |
| 2001 | 9    | 262   | Mario Cartelli             | Obránce      |
| 2002 | 1    | 2     | Kari Lehtonen              | Brankář      |
| 2002 | 1    | 30    | Jim Slater                 | Centr        |
| 2002 | 4    | 116   | Patrick Dwyer              | Pravé křídlo |
| 2002 | 4    | 124   | Lane Manson                | Obránce      |
| 2002 | 5    | 144   | Paul Flache                | Obránce      |
| 2002 | 6    | 167   | Brad Schell                | Centr        |
| 2002 | 7    | 198   | Nathan Oystrick            | Obránce      |
| 2002 | 8    | 230   | Colton Fretter             | Centr        |
| 2002 | 8    | 236   | Tyler Boldt                | Obránce      |
| 2002 | 8    | 257   | Pauli Levokari             | Oránce       |
| 2003 | 1    | 8     | Braydon Coburn             | Obránce      |
| 2003 | 4    | 110   | Jim Sharrow                | Obránce      |
| 2003 | 4    | 116   | Guillaume Desbiens         | Pravé křídlo |
| 2003 | 4    | 136   | Mike Vannelli              | Obránce      |
| 2003 | 5    | 145   | Brett Sterling             | Levé křídlo  |
| 2003 | 6    | 175   | Mike Hamilton              | Levé křídlo  |
| 2003 | 7    | 203   | Denis Loginov              | Centr        |
| 2003 | 8    | 239   | Tobias Enstrom             | Obránce      |
| 2003 | 9    | 269   | Rylan Kaip                 | Centr        |
| 2004 | 1    | 10    | Boris Valábik              | Obránce      |
| 2004 | 2    | 40    | Grant Lewis                | Obránce      |
| 2004 | 3    | 76    | Scott Lehman               | Obránce      |
| 2004 | 4    | 106   | Chad Painchaud             | Pravé křídlo |
| 2004 | 5    | 142   | Juraj Gracik               | Pravé křídlo |
| 2004 | 6    | 186   | Dan Turple                 | Brankář      |
| 2004 | 7    | 204   | Miikka Tuomainen           | Levé křídlo  |
| 2004 | 8    | 237   | Mitch Carefoot             | Centr        |
| 2004 | 9    | 270   | Matt Siddall               | Pravé křídlo |
| 2005 | 1    | 16    | Alex Bourret               | Pravé křídlo |
| 2005 | 2    | 41    | Ondřej Pavelec             | Brankář      |
| 2005 | 2    | 49    | Chad Denny                 | Obránce      |
| 2005 | 2    | 53    | Andrew Kozek               | Levé křídlo  |
| 2005 | 4    | 116   | Jordan Smotherman          | Levé křídlo  |
| 2005 | 5    | 135   | Tomáš Pospíšil             | Levé křídlo  |
| 2005 | 6    | 186   | Andrej Zubarev             | Obránce      |
| 2005 | 7    | 207   | Myles Stoesz               | Levé křídlo  |
| 2006 | 1    | 12    | Bryan Little               | Centr        |
| 2006 | 2    | 43    | Riley Holzapfel            | Centr        |
| 2006 | 3    | 80    | Michael Forney             | Levé křídlo  |
| 2006 | 5    | 135   | Alex Kangas                | Brankář      |
| 2006 | 6    | 165   | Jonas Enlund               | Centr        |
| 2006 | 7    | 195   | Jesse Martin               | Centr        |
| 2006 | 7    | 200   | Artūrs Kulda               | Obránce      |
| 2006 | 7    | 210   | Will O'Neill               | Obránce      |
| 2007 | 3    | 67    | Spencer Machacek           | Pravé křídlo |
| 2007 | 4    | 115   | Niclas Lucenius            | Centr        |
| 2007 | 6    | 175   | John Albert                | Centr        |
| 2007 | 7    | 205   | Paul Postma                | Obránce      |
| 2008 | 1    | 3     | Zach Bogosian              | Obránce      |
| 2008 | 1    | 29    | Daultan Leveille           | Centr        |
| 2008 | 3    | 64    | Danick Paquette            | Pravé křídlo |
| 2008 | 4    | 94    | Vinny Saponari             | Pravé křídlo |
| 2008 | 5    | 124   | Nicklas Lasu               | Levé křídlo  |
| 2008 | 6    | 154   | Christopher Carrozzi       | Brankář      |
| 2008 | 7    | 184   | Zach Redmond               | Obránce      |
| 2009 | 1    | 4     | Evander Kane               | Centr        |
| 2009 | 2    | 34    | Carl Klingberg             | Levé křídlo  |
| 2009 | 2    | 45    | Jeremy Morin               | Levé křídlo  |
| 2009 | 4    | 117   | Edward Pasquale            | Brankář      |
| 2009 | 4    | 120   | Ben Chiarot                | Obránce      |
| 2009 | 5    | 125   | Cody Sol                   | Obránce      |
| 2009 | 6    | 155   | Jimmy Bubnick              | Centr        |
| 2009 | 7    | 185   | Levko Koper                | Levé křídlo  |
| 2009 | 7    | 203   | Jordan Samuels-Thomas      | Levé křídlo  |
| 2010 | 1    | 8     | Alexandr Burmistrov        | Centr        |
| 2010 | 3    | 87    | Julian Melchiori           | Levé křídlo  |
| 2010 | 4    | 101   | Ivan Tělegin               | Levé křídlo  |
| 2010 | 5    | 128   | Fredrik Pettersson-Wentzel | Brankář      |
| 2010 | 5    | 150   | Yasin Cisse                | Pravé křídlo |
| 2010 | 6    | 155   | Kendal McFaull             | Obránce      |
| 2010 | 6    | 169   | Sebastian Owuya            | Obránce      |
| 2010 | 7    | 199   | Peter Stoykewych           | Obránce      |